# Stefani (Preveza)
Stefani  este un oraș în Grecia în Prefectura Preveza.